# Leuciscinae
Sous-famille
Les Leuciscinés (Leuciscinae) forment une sous-famille de poissons d'eau douce de la famille des Cyprinidae comptant environ 80 genres.

## Liste des genres
Selon World Register of Marine Species (1er janvier 2020) :
- Abramis Cuvier, 1816
- Acanthobrama Heckel, 1843
- Achondrostoma Robalo, Almada, Levy & Doadrio, 2007
- Acrocheilus Agassiz, 1855
- Agosia Girard, 1856
- Algansea Girard, 1856
- Anaecypris Collares-Pereira, 1983
- Aztecula Jordan & Evermann, 1898
- Blicca Heckel, 1843
- Campostoma Agassiz, 1855
- Chondrostoma Agassiz, 1832
- Chrosomus Rafinesque, 1820
- Clinostomus Girard, 1856
- Codoma Girard, 1856
- Couesius Jordan, 1878
- Cyprinella Girard, 1856
- Delminichthys Freyhof, Lieckfeldt, Bogutskaya, Pitra & Ludwig, 2006
- Dionda Girard, 1856
- Eremichthys Hubbs & Miller, 1948
- Ericymba Cope, 1865
- Erimystax Jordan, 1882
- Evarra Woolman, 1894
- Exoglossum Rafinesque, 1818
- Gila Baird & Girard, 1853
- Hemitremia Cope, 1870
- Hesperoleucus Snyder, 1913
- Hybognathus Agassiz, 1855
- Hybopsis Agassiz, 1854
- Iberochondrostoma Robalo, Almada, Levy & Doadrio, 2007
- Iotichthys Jordan & Evermann, 1896
- Kottelatia Liao, Kullander & Fang, 2010
- Ladigesocypris Karaman, 1972
- Lavinia Girard, 1854
- Lepidomeda Cope, 1874
- Leucaspius Heckel & Kner, 1857
- Leuciscus Cuvier, 1816
- Luxilus Rafinesque, 1820
- Lythrurus Jordan, 1876
- Macrhybopsis Cockerell & Allison, 1909
- Margariscus Cockerell, 1909
- Meda Girard, 1856
- Mirogrex Goren, Fishelson & Trewavas, 1973
- Moapa Hubbs & Miller, 1948
- Mylocheilus Agassiz, 1855
- Mylopharodon Ayres, 1855
- Nocomis Girard, 1856
- Notemigonus Rafinesque, 1819
- Notropis Rafinesque, 1818
- Opsopoeodus Hay, 1881
- Oregonichthys Hubbs, 1929
- Orthodon Girard, 1856
- Pachychilon Steindachner, 1882
- Parachondrostoma Robalo, Almada, Levy & Doadrio, 2007
- Pararhinichthys Stauffer, Hocutt & Mayden, 1997
- Pelasgus Kottelat & Freyhof, 2007
- Pelecus Agassiz, 1835
- Petroleuciscus Bogutskaya, 2002
- Phenacobius Cope, 1867
- Phoxinellus Heckel, 1843
- Phoxinus Rafinesque, 1820
- Pimephales Rafinesque, 1820
- Plagopterus Cope, 1874
- Platygobio Gill, 1863
- Pogonichthys Girard, 1854
- Protochondrostoma Robalo, Almada, Levy & Doadrio, 2007
- Pseudochondrostoma Robalo, Almada, Levy & Doadrio, 2007
- Pseudophoxinus Bleeker, 1860
- Pteronotropis Fowler, 1935
- Ptychocheilus Agassiz, 1855
- Rasbosoma Liao, Kullander & Fang, 2010
- Relictus Hubbs & Miller, 1972
- Rhinichthys Agassiz, 1849
- Rhynchocypris Günther, 1889
- Richardsonius Girard, 1856
- Rutilus Rafinesque, 1820
- Sarmarutilus Bianco & Ketmaier, 2014
- Scardinius Bonaparte, 1837
- Semotilus Rafinesque, 1820
- Siphateles Cope, 1883
- Squalius Bonaparte, 1837
- Stypodon Garman, 1881
- Tampichthys Schönhuth, Doadrio, Dominguez-Dominguez, Hillis & Mayden, 2008
- Telestes Bonaparte, 1840
- Tribolodon Sauvage, 1883
- Tropidophoxinellus Stephanidis, 1974
- Vimba Fitzinger, 1873
- Yuriria Jordan & Evermann, 1896